# لیلیان افگبایی
لیلیان افگبای (زاده ۱۱ نوامبر ۱۹۹۱) بازیگر و تهیه‌کننده فیلم نیجریه‌ای است. در سال ۲۰۱۸ او برنده جوایز انتخاب بینندگان جادویی آفریقا (AMVCA) برای فیلم بومی سال برای اولین تولیدش Bound در سال ۲۰۱۸ شد. در سال ۲۰۱۹، او خط لباس‌های زیر زنانه و لباس‌های بدنسازی خود را با نام «Lilly's Secret» راه‌اندازی کرد.
افگبایی متولد ۱۱ نوامبر ۱۹۹۱ است. او در ایالت ادو، نیجریه بزرگ شد.